# 西蒙七世 (利珀)
西蒙七世（德語：Simon VII. zur Lippe，1587年12月30日—1627年3月26日），利珀伯爵，西蒙六世之子，1613年至1627年在位。

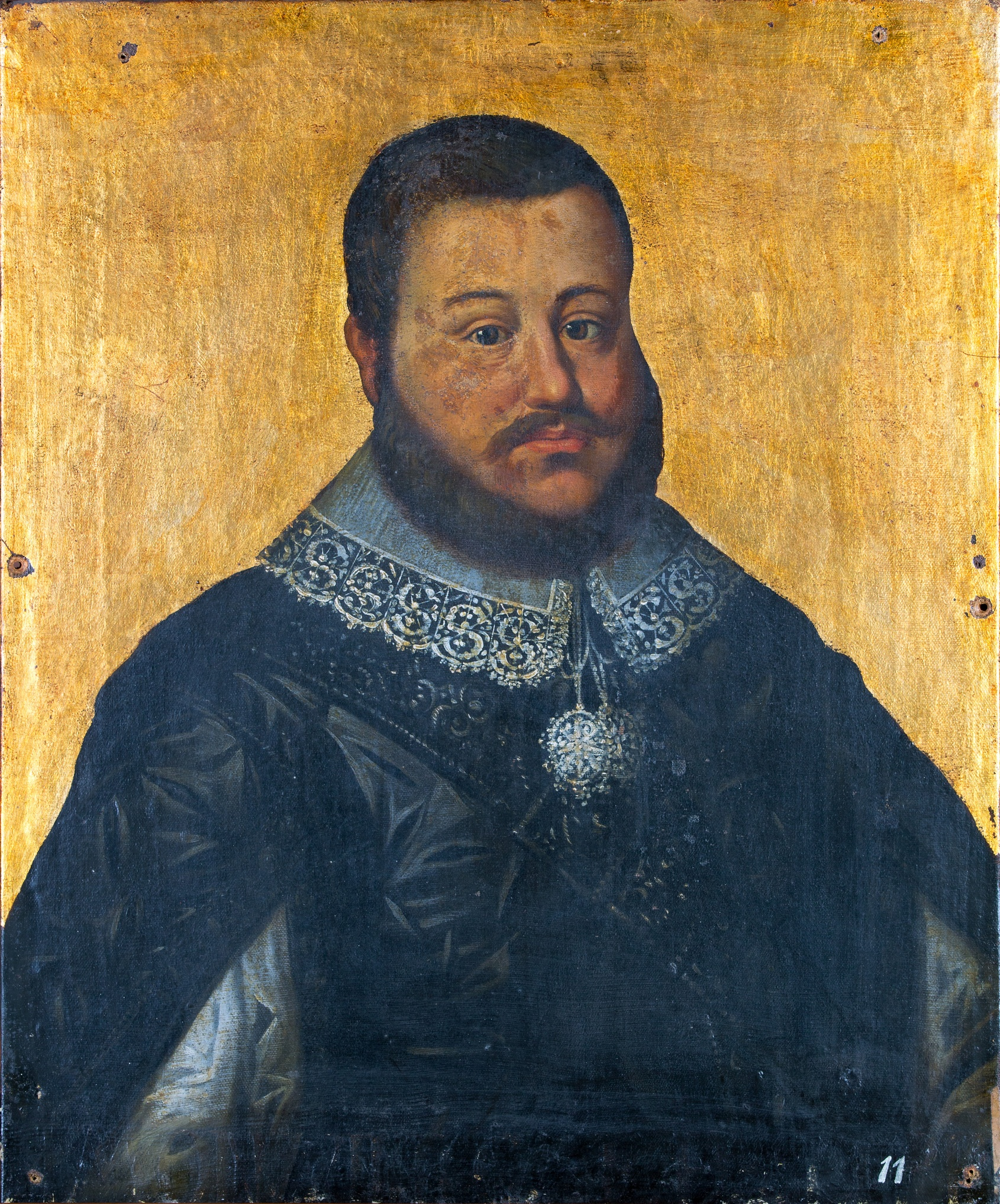
西蒙七世

## 家庭
1607年，西蒙七世與拿騷-威斯巴登-伊德施泰因伯爵約翰·路德維希一世的女兒安娜·卡塔里娜結婚，兩人共有3子2女：
1. 西蒙·路德維希（英语：Simon Louis, Count of Lippe）（1610年—1636年）
2. 瑪麗·伊莉莎白（1611年—1667年）
3. 安娜·卡塔里娜（1612年—1659年）
4. 約翰·伯恩哈德（1613年—1652年）
5. 赫爾曼·阿道夫（1616年—1666年）

1623年，西蒙七世與瓦爾德克伯爵克里斯蒂安的女兒瑪麗亞·瑪格達列娜結婚，兩人共有2子1女：
1. 克里斯蒂安（1623年—1634年），早逝
2. 索菲·伊莉莎白（1624年—1688年）
3. 約布斯特·赫爾曼（1625年—1678年）